# 1882 год в науке
В 1882 году произошли различные научные и технологические события, некоторые из которых представлены ниже.

## События
- 24 марта — Роберт Кох объявил об открытии бактерии, вызывающей туберкулез[1].

## Достижения человечества

### Изобретения
- Электросварка на угольных электродах: Николай Бенардос.
- Моноплан с двумя двигателями: Александр Можайский.

## Награды
- Ломоносовская премия
  - И. П. де-Колонгу за труды по девиации компаса[2]:53—108.

## Родились
- 14 марта — Вацлав Серпинский, польский математик (ум.1969).
- 23 марта — Эмми Нётер, немецкий математик (ум. 1935).
- 30 марта — Мелани Кляйн, британский психоаналитик (ум. 1960).
- 12 июля — Траян Лалеску, румынский математик, основоположник румынской математической школы (ум. 1929).
- 30 сентября — Ханс Гейгер, немецкий физик, первым создавший детектор альфа-частиц и других ионизирующих излучений. Изобрёл в 1908 году счётчик Гейгера (ум. 1945).
- 5 октября — Роберт Годдард, американский учёный, один из пионеров современной ракетной техники, создатель первого жидкостного ракетного двигателя (ум. 1945).
- 11 декабря — Макс Борн, немецкий физик, лауреат Нобелевской премии по физике 1954 г.(ум. 1970).
- 28 декабря — Артур Эддингтон, английский астрофизик (ум. 1944).

## Скончались
- 14 января — Теодор Шванн, немецкий цитолог, гистолог и физиолог, автор клеточной теории (род.1810).
- 19 апреля — Чарльз Дарвин, английский натуралист и геолог (род.1809).
- 23 июня — Карл-Фридрих-Эдуард Лукас, немецкий учёный-помолог (род. 1816).
- 23 сентября — Фридрих Вёлер, немецкий химик, один из основоположников органической химии (род. 1800).
- 27 октября — Христиан Генрих фон Нагель, немецкий математик (род. 1803).
- 20 ноября — Генри Дрейпер, американский астроном (род. 1837).
- 24 декабря — Иоганн Бенедикт Листинг, немецкий математик и физик (род. 1808).